# Tres dies de Flandes Occidental 2016
Els Tres dies de Flandes Occidental 2016 foren la 70a edició dels Tres dies de Flandes Occidental, una cursa ciclista que es disputa per les carreteres de Flandes Occidental, Bèlgica. La cursa es va disputar entre el 4 i 6 de març de 2016 amb un recorregut de 363 km dividits en un pròleg inicial i dues etapes. La cursa formava part de l'UCI Europa Tour 2016, amb una categoria 2.1.
El vencedor final fou el belga Sean De Bie (Lotto Soudal), que s'imposà al polonès Łukasz Wiśniowski (Etixx-Quick Step) i a l'alemany Nils Politt (Team Katusha), segon i tercer respectivament. De Bie també guanyà la classificació dels joves, mentre la dels punts fou per a Timothy Dupont i el millor equip el Lotto Soudal.

## Equips
L'organització convidà a 22 equips a prendre part en aquesta edició dels.
- equips World Tour: AG2R La Mondiale, BMC Racing Team, Cannondale, Etixx-Quick Step, FDJ, Team Katusha, Lotto Soudal, Team LottoNL-Jumbo
- equips continentals professionals: Bora-Argon 18, Cofidis, Direct Énergie, Fortuneo-Vital Concept, ONE Pro Cycling, Roompot Oranje Peloton, Topsport Vlaanderen-Baloise, Wanty-Groupe Gobert
- equips continentals: An Post-Chain Reaction, Veranda's Willems, Wallonie-Bruxelles, Cibel-Cebon, Crelan-Vastgoedservice, Team 3M

## Etapes
| Etapa    | Data      | Ciutats d'etapa           | type        | Distància (km) | Vencedor de l'etapa | Líder de la general |
| -------- | --------- | ------------------------- | ----------- | -------------- | ------------------- | ------------------- |
| Pròleg   | 4 de març | Middelkerke – Middelkerke | pròleg      | 7              | Tom Bohli           | Tom Bohli           |
| 1a etapa | 5 de març | Bruges – Harelbeke        | etapa plana | 176,3          | Dylan Groenewegen   | Tom Bohli           |
| 2a etapa | 6 de març | Nieuwpoort – Ichtegem     | etapa plana | 182,7          | Timothy Dupont      | Sean De Bie         |

## Classificació final
|    | Ciclista                 | Equip                  | Temps      |
| -- | ------------------------ | ---------------------- | ---------- |
| 1  | Sean De Bie (BEL)        | Lotto Soudal           | 8h 16' 55" |
| 2  | Łukasz Wiśniowski (POL)  | Etixx-Quick Step       | + 7"       |
| 3  | Nils Politt (GER)        | Team Katusha           | + 13"      |
| 4  | Olivier Pardini (BEL)    | Wallonie-Bruxelles     | + 23"      |
| 5  | Xandro Meurisse (BEL)    | Crelan-Vastgoedservice | + 35"      |
| 6  | Timothy Dupont (BEL)     | Veranda's Willems      | + 37"      |
| 7  | Tosh Van der Sande (BEL) | Lotto Soudal           | + 49"      |
| 8  | Tom Bohli (SUI)          | BMC Racing Team        | + 54"      |
| 9  | Jelle Wallays (BEL)      | Lotto Soudal           | + 56"      |
| 10 | Florian Sénéchal (FRA)   | Cofidis                | + 58"      |

## Evolució de les classificacions
| Etapa               | Vencedor            | Classificació general | Classificació per punts | Classificació dels joves | Classificació per equips |
| ------------------- | ------------------- | --------------------- | ----------------------- | ------------------------ | ------------------------ |
| 1                   | Tom Bohli           | Tom Bohli             | Tom Bohli               | Tom Bohli                | Team LottoNL-Jumbo       |
| 2                   | Dylan Groenewegen   | Tom Bohli             | Tom Bohli               | Tom Bohli                | Team LottoNL-Jumbo       |
| 3                   | Timothy Dupont      | Sean De Bie           | Timothy Dupont          | Sean De Bie              | Lotto Soudal             |
| Classificació final | Classificació final | Sean De Bie           | Timothy Dupont          | Sean De Bie              | Lotto Soudal             |